# Robert Loriot
 (août 2016).
Si vous disposez d'ouvrages ou d'articles de référence ou si vous connaissez des sites web de qualité traitant du thème abordé ici, merci de compléter l'article en donnant les références utiles à sa vérifiabilité et en les liant à la section « Notes et références ».
Robert Loriot (né le 5 juin 1907 à Beuzeville-la-Grenier et mort le 19 novembre 1980 à Paris,) était un dialectologue et romaniste français.

## Biographie
Il a été professeur à l'université de Dijon.
Dans le cadre du projet de l'Atlas linguistique de France par région, il était, avec Raymond Dubois, responsable de la région Picardie. Il avait lancé en 1947 une enquête par correspondance dans les départements de la Picardie (Somme, Oise et Aisne).

## Publications
Il est l'auteur de deux thèses : La Structure linguistique du sud de la Picardie et du nord de l'Ile-de-France. Oise et Seine-et-Oise (1960) et La Frontière dialectale moderne en Haute-Normandie. Bray, Vallée de la Bresle, Forêt d'Eu, Talou, Aliermont. 